# 德尼西
德尼西（葡萄牙語：Denise）是巴西马托格罗索州的一个市镇。总面积1300.924平方公里，总人口10299人，人口密度7.9人/平方公里。